# Chris Anker Sørensen
Chris Anker Sørensen (* 5. September 1984 in Hammel; † 18. September 2021 in Brügge, Belgien) war ein dänischer Radrennfahrer. Er zeichnete sich vor allem als Bergfahrer aus und gewann eine Etappe beim Giro d’Italia 2010.

## Karriere
Chris Anker Sørensen erhielt seinen ersten Vertrag bei einem internationalen Radsportteam 2005 beim dänischen Continental Team Designa Køkken. In seinem ersten Jahr dort konnte er eine Etappe beim Ringerike Grand Prix und eine bei der Tour de Horsens für sich entscheiden. Ende des Jahres fuhr er dann für das Team CSC als Stagiaire. Nach einem weiteren Jahr bei Designa Køkken erhielt er 2007 beim ProTeam CSC einen regulären Vertrag.
Mit CSC gewann er bei der Deutschland Tour 2007 die als Mannschaftszeitfahren ausgetragene zweiten Etappe und belegte abschließend im Gesamtklassement den sechsten Platz. Im Herbst des gleichen Jahres bestritt er seine erste Grand Tour, die Vuelta a España, und beendete die Rundfahrt als 19. Nach seiner ersten Teilnahme beim Giro d’Italia 2008 gewann der Däne anschließend beim Dauphiné Libéré die vorletzte Etappe und bei der Österreich-Rundfahrt die zweite Etappe. Bei letzterer Rundfahrt war er zudem für einen Tag Träger des Gelben Trikots und belegte in der Gesamtwertung den vierten Platz.
In der Saison 2009 bestritt Sørensen seine erste Tour de France, die er auf Platz 34 beendete, und gewann den Japan Cup. Beim Giro d’Italia 2010 gelang ihm sein bis dahin größter Erfolg, als er die Bergankunft der 8. Etappe in Terminillo für sich entscheiden konnte. Sørensen wurde von seinem Team auch für die Tour de France 2010, 2011 und 2012 aufgestellt. Im Jahr 2012 gelang ihm als Vierzehnter seine beste Platzierung. In jenem Jahr wurde er auch als kämpferischster Fahrer mit der Roten Rückennummer ausgezeichnet. Bei der Vuelta a España 2011 wurde er Zwölfter, sein bestes Ergebnis bei einer Grand Tour, und 2013 18. Bei der Tour de Romandie 2011 und bei der Katalonien-Rundfahrt 2012 gewann er jeweils die Bergwertung. Im Jahr 2015 wurde Sørensen dänischer Straßenmeister.
Nach der Saison 2015 verließ er nach neun Jahren seine mittlerweile als Team Tinkoff firmierende Mannschaft und nahm 2016 für Fortuneo-Vital Concept bei der Tour de France zum zwölften und letzten Mal an einer Grand Tour teil. 2017 und 2018 startet er für das Riwal CeramicSpeed Cycling Team und beendete anschließend seine aktive Radsportkarriere.
Am 18. September 2021 war Sørensen als Kommentator für den dänischen Sender TV 2 bei den UCI-Straßen-Weltmeisterschaften 2021 in Belgien im Einsatz. Nachdem er bei einer Fahrradtour von einem Auto angefahren worden war, erlag er kurz darauf im Alter von 37 Jahren seinen schweren Verletzungen.

## Familie
Chris Anker Sørensen war verheiratet. Aus der Ehe gingen zwei Töchter hervor. Er lebte mit seiner Familie nordwestlich von Kopenhagen.

## Erfolge
2005
- eine Etappe Ringerike GP

2007
- Mannschaftszeitfahren Deutschlandtour

2008
- eine Etappe Dauphiné Libéré
- eine Etappe Österreich-Rundfahrt

2009
- Japan Cup

2010
- eine Etappe Giro d’Italia

2011
- Bergwertung Tour de Romandie

2012
- Bergwertung Katalonien-Rundfahrt
- Rote Rückennummer Tour de France

2015
- Dänischer Meister – Straßenrennen

## Grand-Tours-Platzierungen
| Grand Tour            | 2007 | 2008 | 2009 | 2010 | 2011 | 2012 | 2013 | 2014 | 2015 | 2016 |
| --------------------- | ---- | ---- | ---- | ---- | ---- | ---- | ---- | ---- | ---- | ---- |
| Giro d’ItaliaGiro     | –    | 28   | –    | 27   | –    | –    | –    | DNF  | –    | –    |
| Tour de FranceTour    | –    | –    | 34   | 69   | 37   | 14   | –    | –    | –    | 84   |
| Vuelta a EspañaVuelta | 19   | –    | –    | –    | 12   | –    | 18   | 29   | –    | –    |